# Transilvânia

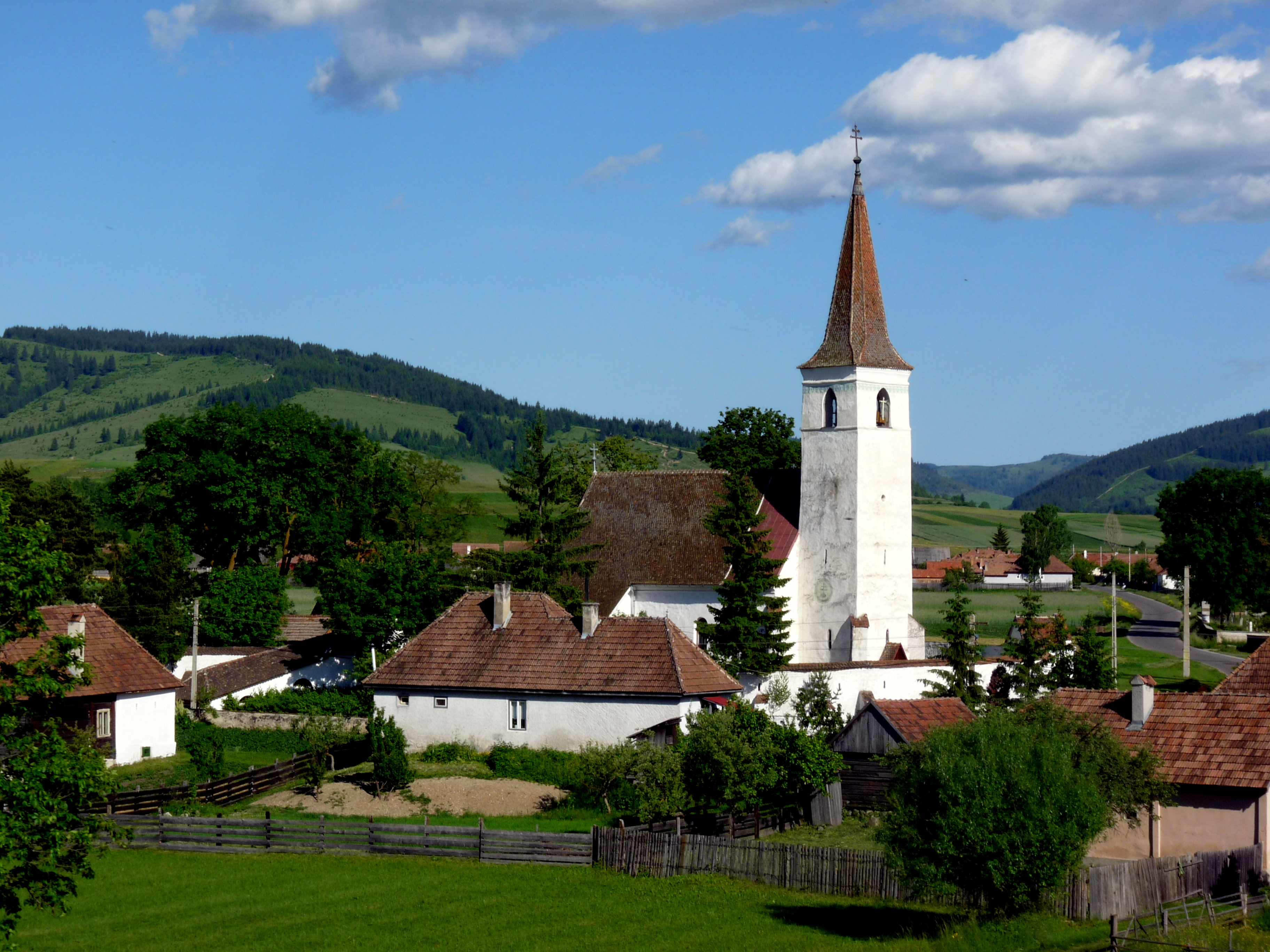
Igreja fortificada em Mihăileni

A Transilvânia (em romeno: Transilvania ou Ardeal; em húngaro: Erdély; em alemão: Siebenbürgen ou Transsilvanien) é uma região histórica situada no centro-oeste do que é atualmente a Roménia. É limitada a leste e a sul pela cordilheira dos Cárpatos e historicamente estendia-se para oeste até aos montes Apuseni. Na atualidade, a designação Transilvânia por vezes aplica-se não só à região histórica propriamente dita mas também às partes romenas das regiões de Crișana e Maramureș; pode ainda incluir a parte romena do Banato. A maior cidade da Transilvânia histórica é Cluj-Napoca, a terceira maior cidade da Roménia, que tinha 321 687 habitantes em 2016. Outras cidades importantes são Brașov (290 743 hab.), Sibiu (169 786) e Târgu Mureș (150 191 hab.).
A região é conhecida pela beleza das suas paisagens dos Cárpatos, pela sua rica história e pela sua associação às lendas de vampiros, principalmente devido à influência do romance Drácula de Bram Stoker e às suas muitas adaptações cinematográficas.

## Etimologia
A primeira menção à região em registos históricos é dum documento de 1075 e usa a expressão do latim medieval terra ultra silvam (terra além da floresta). Num Legenda Sancti Gerhardi, do século XII é usado o nome Partes Transsylvanæ, com o mesmo significado, o qual é mantido na forma Transsilvania em documentos medievais posteriores do Reino da Hungria.
Acredita-se que os nomes alternativos de Ardeal (em romeno) e Erdély (em húngaro) estejam ligados. Contudo, a origem e significado são disputados tanto por romenos como por magiares (húngaros). A primeira forma em húngara registada — Erdeuelu — aparece na Gesta Hungarorum (Feitos dos Húngaros), do século XII. A primeira forma em romena — Ardeliu — data de 1432. A diferença inicial a/e entre os nomes encontra-se noutras palavras romenas e húngaras, como "groselheira" (egres em húngaro e agriș ou agreș em romeno) ou em topónimos, como Egyed, Erdőd, Erdőfalva ou Esküllő (em húngaro), que em romeno são, respetivamente, Adjud, Ardud, Ardeova (na comuna de Mănăstireni) e Așchileu.
Entre os linguistas e historiadores húngaros há consenso sobre a etimologia tanto de Erdély como de Transylvania. Para eles, Erdély deriva de Erdő-elü ("além da floresta"). Do ponto de vista da Hungria, é provável que Erdő-elü refira ao facto do noroeste do Planalto Transilvano [en] estar separado da Grande Planície Húngara e das planícies de Crișana pelas densamente florestadas montanhas Apuseni. Segundo alguns linguistas, a forma Ultrasylvania (de 1077) e mais tarde Transylvania teria sido uma tradução direta da forma húngara e não o contrário. Esta teoria é também apoiada pelo historiador romeno Pop Ion-Aurel.
Os académicos romenos propõem diversas etimologias alternativas. Um carta datada de c. 960 do rei cazar José para o rabino de Córdova Hasdai ibn Shaprut menciona o país de Ardil (Eretz Ardil), rico em ouro e prata. Atualmente, Ardeal escreve-se da mesma forma em hebraico (ארדיל), pelo que Ardi(a)l seria a primeira forma do nome e Ardeal é um topónimo originalmente romeno.
As primeiras menções do topónimo alemão Siebenbürgen ("Sete Cidadelas") encontram-se em documentos escritos em latim do século XIII, com as variantes Septum urbium ("sete cidades"), Septem castrorum ("sete castelos"), Septemcastris e Septemcastrenses. As primeiras menções à forma em alemão encontram-se em documentos de 1296 (Siebenbuergen) e 1300 (Sybenburger). Há várias teorias para a origem do topónimo Siebenbürgen. A que tem aceitação mais generalizada é que se refere à principais cidades fortificadas dos saxões da Transilvânia: Bistritz (Bistrița), Hermannstadt (Sibiu), Klausenburg (Cluj-Napoca), Kronstadt (Brașov), Mediasch (Mediaș), Mühlbach (Sebeș) e Schässburg (Sighișoara).[carece de fontes?] O nome da região em várias línguas eslavas são traduções do alemão Siebenbürgen; exemplos: Sedmigradsko ou Sedmogradsko em búlgaro, Semihorod em ucraniano, Sedmogradska em  croata ou Sedmograjska em esloveno. Na Ucrânia é também usado Zalissia (Залісся), que significa "além da floresta".

## História
Ao longo da sua história, a Transilvânia foi dominada por diferentes povos e estados. Foi o coração do Reino da Dácia entre 82 a.C. e 106 d.C. Nesse último ano foi conquistada pelo Império Romano, passando a fazer parte da província romana da Dácia . Após a retirada dos romanos em 271, o processo de romanização expandiu-se para as regiões vizinhas devido à livre circulação de pessoas através das antigas fronteiras imperiais. A difusão do cristianismo contribuiu para o processo, uma vez que o latim era a língua da liturgia entre os daco-romanos. Os romanos mantiveram cabeças de ponte a norte do Baixo Danúbio, mantendo a Dácia dentro da sua esfera de influência ininterruptamente até 376. A região foi então devastada pelas incursões dos tribos, nomeadamente os carpos, visigodos, hunos, gépidas, ávaros e eslavos. Entre os séculos IX e XI fez parte do Primeiro Império Búlgaro.[carece de fontes?] É controverso se os atuais romenos são descendentes de populações de dácio-romanas que sobreviveram após o século III ou se os primeiros valacos/romenos chegaram à região no século XIII, no decurso duma migração para norte desde a península dos Bálcãs.

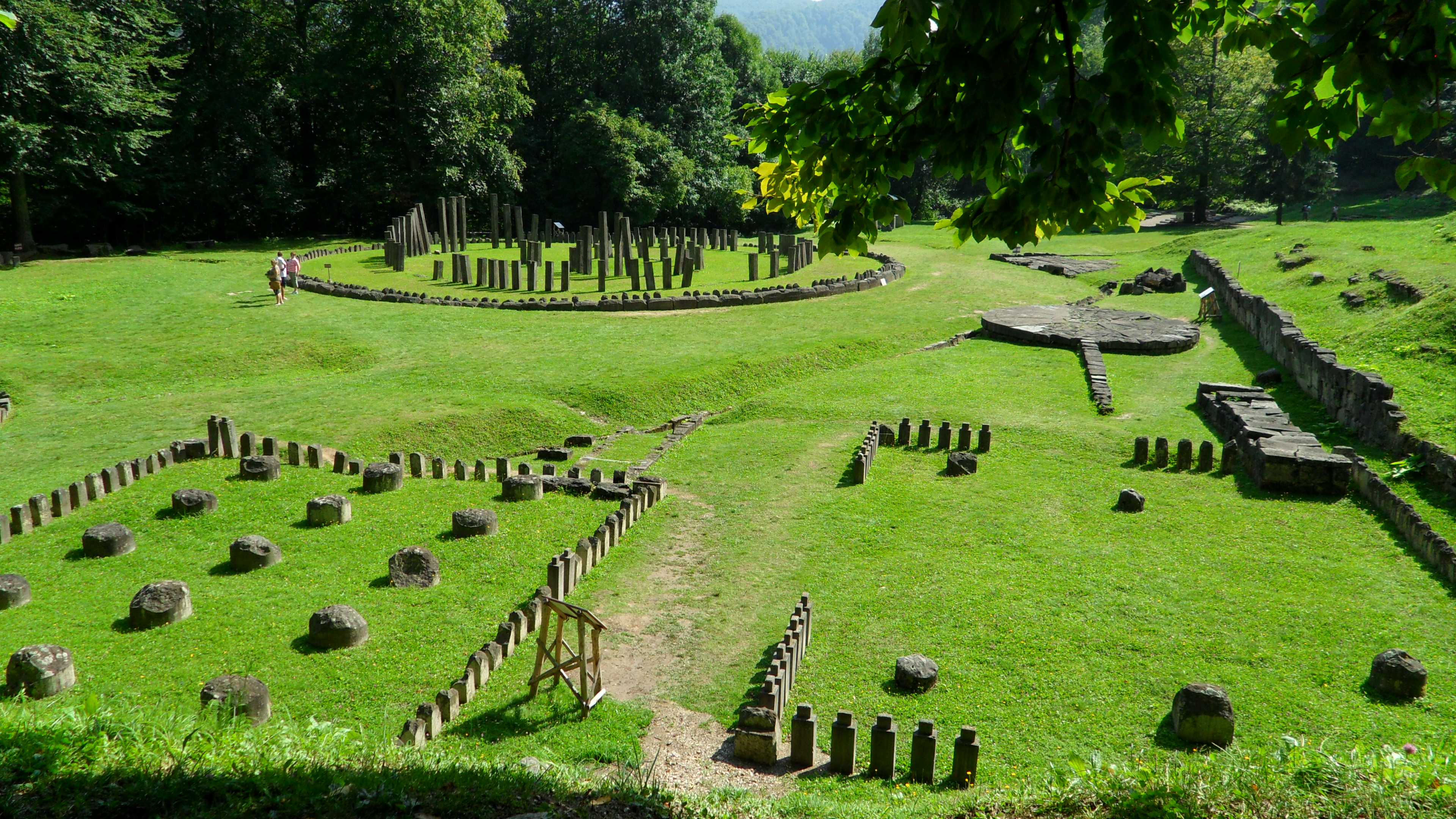
Ruínas de Sarmizegetusa Regia, a capital do Reino da Dácia da Antiguidade

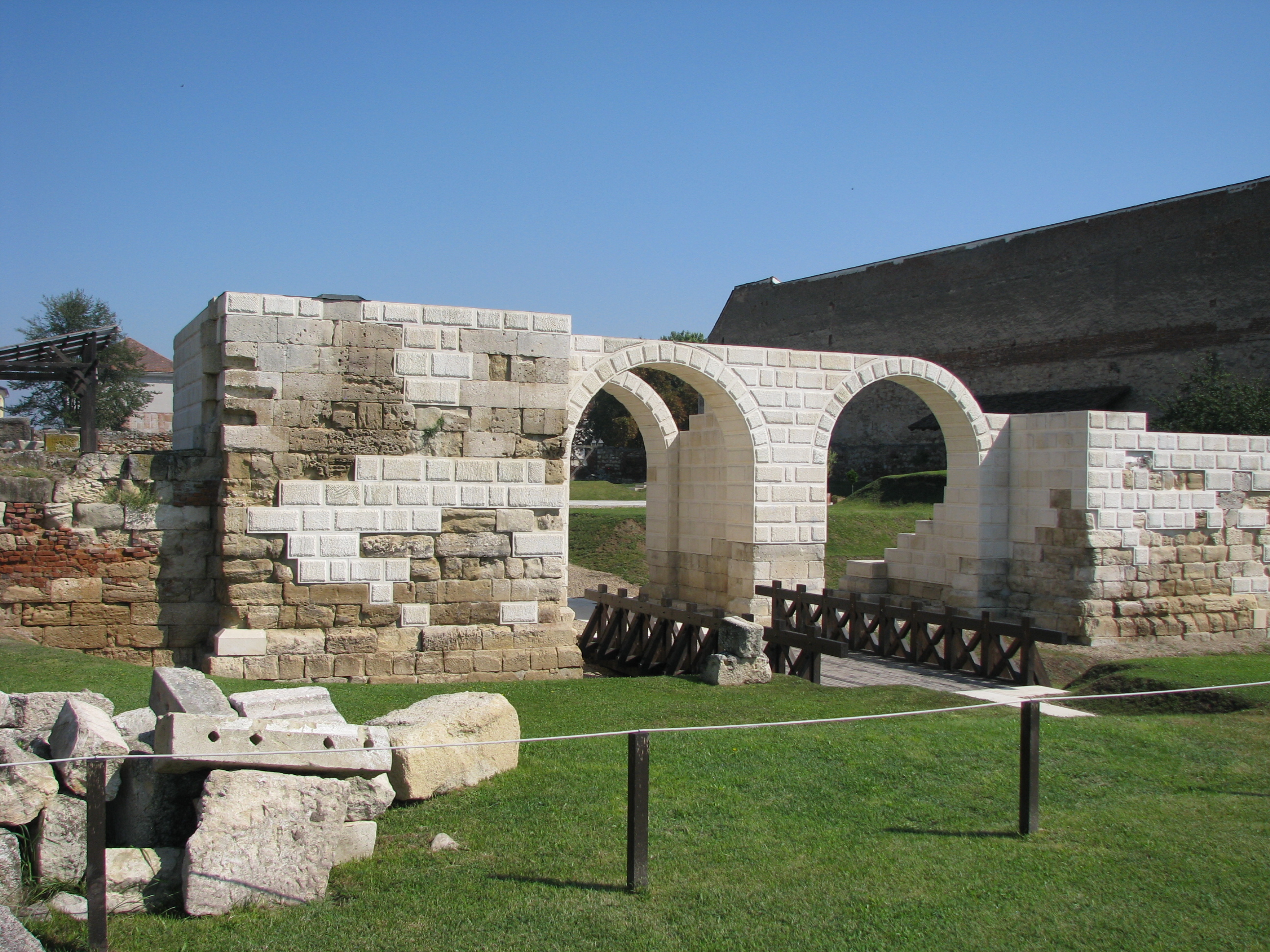
Castro romano de, em Alba Iulia

Segundo a Gesta Hungarorum (Feitos dos Húngaros), o voivoda valaco Gelou governou antes da chegada dos húngaros, em 1003. O Reino da Hungria controlou parte da região a partir desse ano, quando, segundo a lenda, Estêvão I derrotou o príncipe Gyula III. Alguns historiadores afirmam que a Transilvânia foi povoada por húngaros em várias fases entre os séculos X e XIII, enquanto outros dizem que já estava povoada. pois os artefactos húngaros mais antigos encontrados na região datam da primeira metade do século X. Os Sículos, um subgrupo dos húngaros, estabeleceram-se na parte oriental da Transilvânia no início do século XIII e, devido à sua posição isolada dos outros húngaros, gozavam de um grande grau de autonomia. Nos séculos XII e XIII, as zonas do sul e nordeste foram colonizadas por colonos alemães conhecidos como Saxões da Transilvânia. A tradição afirma que Siebenbürgen, o nome alemão da Transilvânia, deriva das sete principais cidades fortificadas fundadas pelos saxões.
Em 1241 a região foi afetada pela invasão mongol da Europa. Guiuque Cã invadiu a Transilvânia pelo passo de Oituz e Subutai atacou a sul, pelo passo de Mehedia e Orșova. Bistrița, Cluj-Napoca, a planície Transilvana e as minas de ouro do rei húngaro em Rodna foram saqueadas pelos mongóis. Outra força mongol derrotou os cumanos ocidentais perto nos Cárpatos, perto do rio Siret e aniquilou a diocese cumana de Milcov. Estima-se que as invasões mongóis provocaram um declínio de 15 a 50% na população da Transilvânia. Durante a sua invasão da Hungria, as tropas de Nogai Cã e Tula Buga, líderes da Horda Dourada, saquearam cidades da Transilvânia como Reghin, Brașov e Bistrița.
Entre os primeiros anos do século X e 1526, a Transilvânia foi uma voivodia (estado feudal) do Reino da Hungria, governado por um voivoda nomeado pelo rei húngaro. Após a Batalha de Mohács (1526), a região passou a fazer parte do  Reino da Hungria Oriental. Em 1566, a Transilvânia passou a estar sob suserania do Império Otomano, embora mantendo a sua autonomia interna. Em 1570, o antigo voivodia húngaro tornou-se o Principado da Transilvânia, governado principalmente por príncipes calvinistas húngaros. Numa carta para o sultão otomano c. 1650, o voivoda da Moldávia Vasile Lupu (r. 1654–1653) estimava que os romenos já constituíam mais de um terço da população da Transilvânia.(r. 1654–1653) estimava que os romenos já constituíam mais de um terço da população da Transilvânia. Em 1666, o escritor saxão Johannes Tröster afirmou que os romenos na Transilvânia eram tão numerosos que quase superavam os húngaros e os alemães juntos. Segundo George W. White, Os romenos de religião ortodoxa, que constituíam cerca de 60% da população, não gozavam dos mesmos direitos que os húngaros, os sículos e os saxões.
Miguel, o Valente, o voivoda romeno da Valáquia, assumiu o controlo da Transilvânia em outubro de 1599, após a Batalha de Șelimbăr, na qual derrotou o exército de André Báthory. Em maio de 1600, Miguel assumiu o controlo da Principado da Moldávia, tornando-se líder dos três principados da Valáquia, Moldávia e Transilvânia (as três principais regiões da Roménia moderna). O governo de Michael, no entanto, não durou muito tempo; foi assassinado por mercenários valões em agosto de 1601.
Os Habsburgos apossaram-se da região pouco depois de terem derrotado os otomanos na Batalha de Viena em 1683. Em 1687, os governantes da Transilvânia reconheceram a suserania do sacro-imperador Leopoldo I e a região foi oficialmente anexada pelo Império dos Habsburgos, que reconheceu o Principado da Transilvânia como uma das Terras da Coroa de Santo Estêvão, mas o território do principado estava administrativamente separado da Hungria dos Habsburgos e estava era governada por governadores nomeados pelo imperador. Em 1699 os otomanos reconheceram oficialmente a perda da Transilvânia no Tratado de Karlowitz. Porém, alguns elementos anti-Habsburgo| do principado só se submeteram ao imperador em 1711 pelo Tratado de Szatmár, o que consolidou o controlo da região pelos Habsburgos. O principado passou a chamar-se Grão-Ducado da Transilvânia (ou Grão-Principado da Transilvânia).
Em 1848 estalou uma revolução na Hungria contra os Habsburgos que se transformou numa guerra pela independência total. Depois duma série de derrotas em 1849, o Império Austríaco ficou à beira do colapso, o que levou o jovem imperador Francisco José I a pedir auxílio ao czar russo Nicolau I, em nome da Santa Aliança. O czar enviou uma força de 280 000, o que possibilitou que finalmente os rebeldes fossem derrotados. A seguir à rendição do exército húngaro em Világos (atual Șiria, na Crișana romena), a Hungria ficou sob lei marcial. Julius Jacob von Haynau, comandante do exército austríaco na Hungria, foi nomeado plenipotenciário para restaurar a ordem na Hungria após o conflito. Ele ordenou a execução de 13 generais rebeldes em Arad, a 6 de outubro de 1849, o mesmo dia em que o primeiro-ministro húngaro Lajos Batthyány foi fuzilado em Peste.

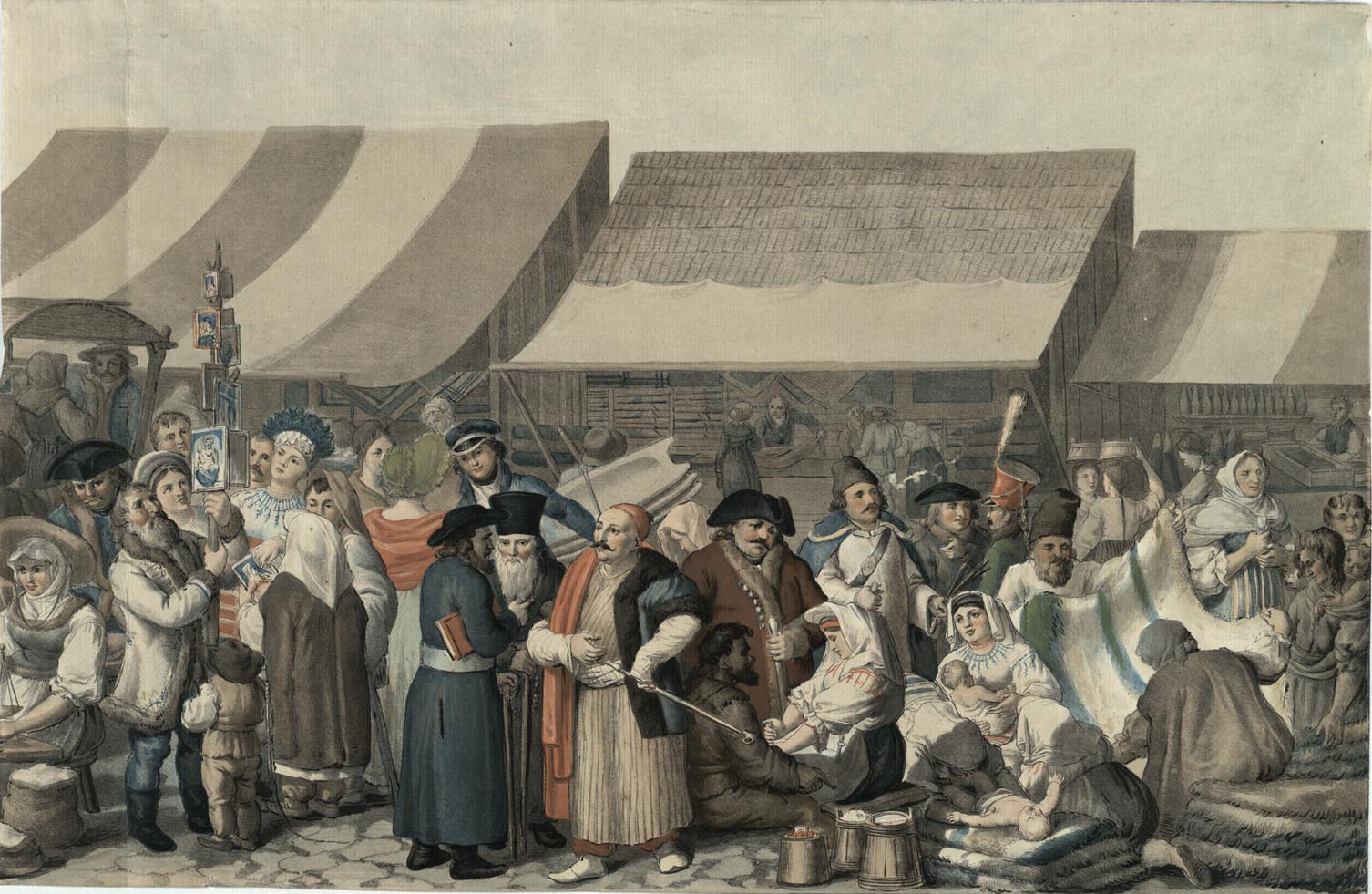
Mercado na Transilvânia; pintura de 1918 de

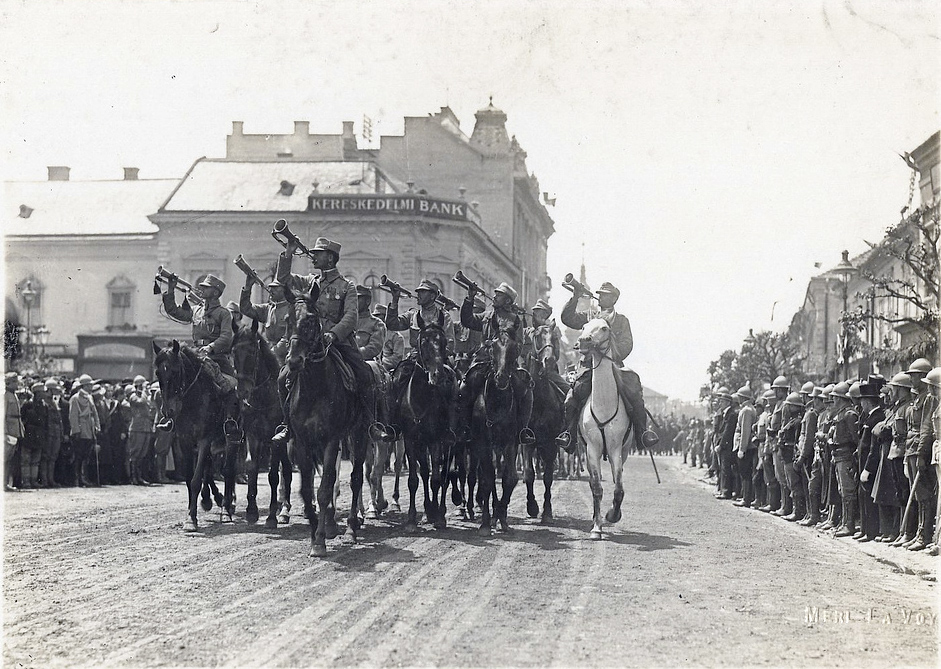
Tropas romenas em Cluj em 1918

Após o Ausgleich (Compromisso austro-húngaro de 1867), o Principado da Transilvânia foi abolido e o seu território passou para a Transleitânia, do então criado Império Austro-Húngaro. Em protesto, o intelectuais proclamaram o Pronunciamento de Blaj.
O Império Austro-Húngaro desintegrou-se na sequência da derrota na Primeira Guerra Mundial e a maioria étnica romena da Transilvânia elegeu representantes que proclamaram a união com a Roménia em Alba Iulia a 1 de dezembro de 1918. Essa proclamação foi adotada pelos deputados romenos da Transilvânia e um mês depois pelos deputados saxões. O Dia Nacional da Roménia, chamado Dia da Grande União ou Dia da Unificação, celebra-se esse evento. O feriado foi criado após a Revolução Romena de 1989 e marca não só a unificação da Transilvânia, mas também o Banato, Bessarábia e Bucovina com o Reino da Romênia. Estas últimas regiões juntaram-se ao reino romeno alguns meses antes da Transilvânia.
Em 1920, o Tratado de Trianon estabeleceu novas fronteiras e muitos dos territórios que proclamaram a sua união com a Roménia passaram a ser reconhecidos como parte da Roménia. A Hungria protestou contra as novas fronteiras, pois mais de 1 600 000 húngaros, que representavam 31,6% da população da Transilvânia, viviam no lado romeno da fronteira, sobretudo no País Székely na Transilvânia oriental e ao longo da nova fronteira. Após partição do Reino da Hungria feita em Trianon, a nova Hungria ficou apenas com um terço dos territórios do reino e milhões de magiares ficaram fora das fronteiras húngaras. Em agosto de 1940, a Hungria obteve cerca de 40% da Transilvânia, incluindo partes de Maramureș e Crișana, na Segunda Arbitragem de Viena, mediada pela Alemanha e pela Itália.
A Segunda Arbitragem de Viena foi anulada em 12 de setembro de 1944 pela Comissão Aliada e em 1947 o Tratado de Paris reafirmou as fronteiras entre a Roménia e a Hungria estabelecidas no Tratado de Trianon, devolvendo a Transilvânia do Norte à Roménia.

### Brasão histórico da Transilvânia

Brasão criado por Levinus Hulsius em 1596

As primeiras representações heráldicas de Transilvânia datam do século XVI. Um dos símbolos iniciais predominantes da Transilvânia era o brasão da cidade de Sibiu. Em 1596, Levinus Hulsius criou um brasão para a província imperial, que consistia num  escudo partido, com uma águia em ascensão no campo superior e sete colinas com torres no cimo do campo inferior. Esse brasão foi publicado por ele na sua obra Chronologia, impressa em Nuremberga no mesmo ano. O selo de 1597 de Sigismundo Báthory, príncipe da Transilvânia, reproduzia o novo brasão com algumas ligeiras mudanças: no campo superior a águia foi ladeada por um sol e uma lua e no campo inferior as colinas foram substituídas por torres simples.
O selo de 1600 de Miguel, o Valente representa o território do antigo Reino da Dácia — Valáquia, Moldávia e Transilvânia. A Valáquia é representada por uma água negra, a Moldávia por uma cabeça de auroque e a Transilvânia por sete colinas. Por cima das colinas, dois leões ferozes enfrentam-se, suportando o tronco duma árvore, simbolizando o reino dácio reunificado.
Em 1659, a Dieta Transilvana codificou a representação das nações privilegiadas no brasão do principado. Este tinha um turul negro sobre fundo azul simbolizando a nobreza húngara; um sol e o crescente lunar simbolizando os sículos (székelys); e sete torres vermelhas sobre um fundo amarelo simbolizando os saxões transilvanos. A faixa divisória vermelha não fazia parte do brasão original.

## Geografia e etnografia

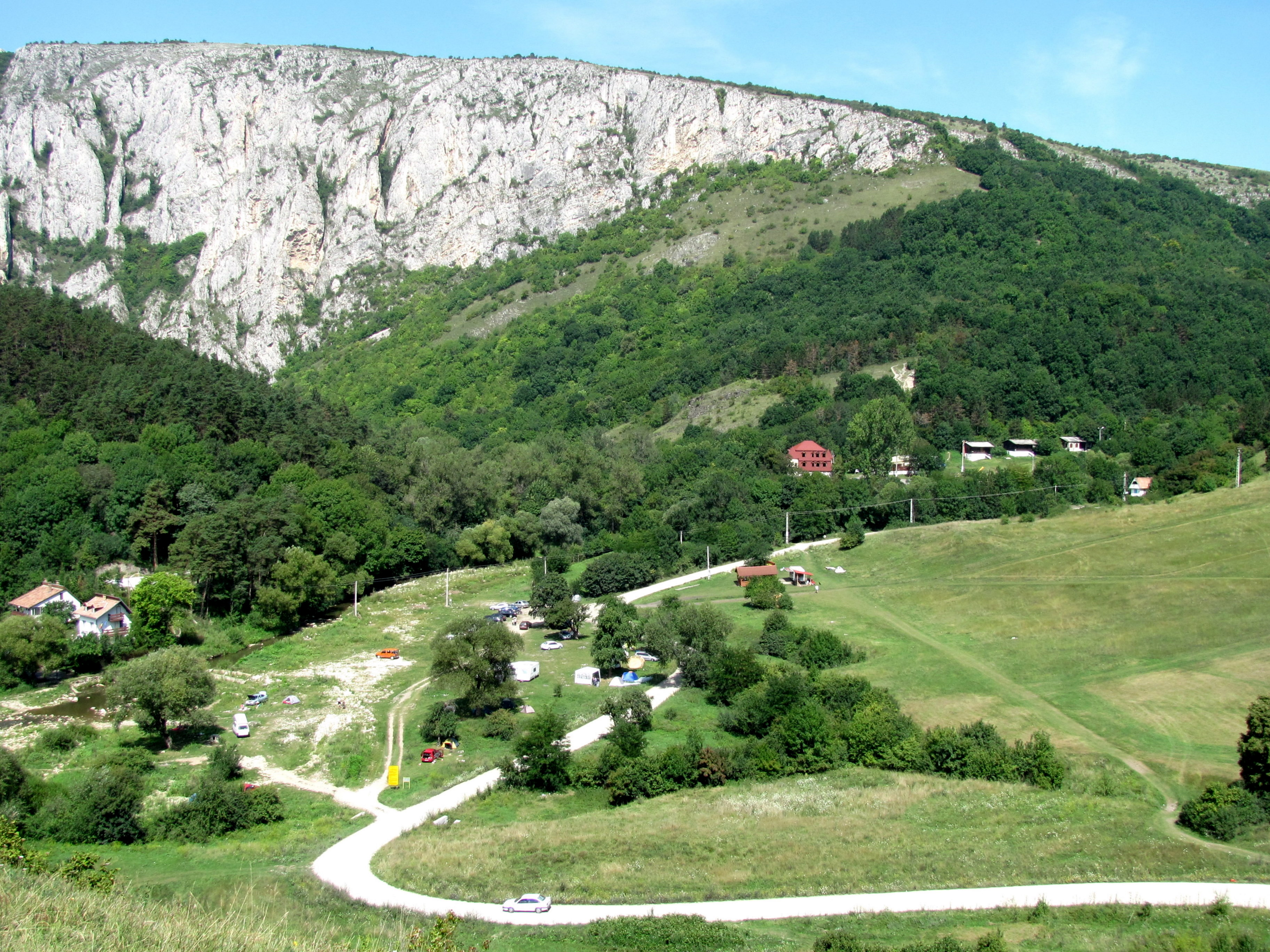
Paisagem perto da, uma reserva natural nos montes Apuseni poucos quilómetros a sudeste de Cluj

O Planalto Transilvano [en] tem entre 300 e 500 metros de altitude e é drenado pelos Mureș, Someș, Criș [en], Olt e outros afluentes do Danúbio. O planalto constitui o núcleo da Transilvânia histórica e corresponde grosso modo a nove distritos da moderna Roménia. O planalto é quase inteiramente rodeado pelos ramos oriental, meridional e ocidental das montanhas dos Cárpatos. Outras áreas a ocidente e a norte geralmente são também consideradas, em sentido lato, parte da Transilvânia. Apesar de historicamente assim não ser, atualmente considera-se que o limite ocidental da região corresponde à fronteira romeno-húngara estabelecida em 1920.
A área da voivodia histórica é de 55 146 km². As regiões atribuídas à Roménia em 1923 constituíam 23 distritos (județe), que cobriam uma área de cerca de 102 200 km² segundo os documentos contemporâneos romenos e entre 102 787 e 103 093 km² segundo fontes húngaras. Atualmente, devido às várias reorganizações administrativas, o território atualmente designado como Transilvânia está subdividido em 16 distritos, que cobrem 99 837 km² nas partes central e noroeste da Roménia. Esses 16 distritos são Alba, Arad, Bihor, Bistrița-Năsăud, Brașov, Caraș-Severin, Cluj, Covasna, Harghita, Hunedoara, Maramureș, Mureș, Sălaj, Satu Mare, Sibiu e Timiș. Alguns distritos são em grande parte urbanos, como Brașov e Hunedoara, enquanto que outros são sobretudo rurais, como Bistriţa-Năsăud e Sălaj.
Além da Transilvânia histórica, em sentido lato a região atual inclui ainda as partes romenas das seguintes regiões históricas
- Banato, no sudoeste do país, junto às fronteiras com Hungria e Sérvia;
- Crișana, a oeste, junto à fronteira com a Hungria;
- Maramureș, a norte, junto às fronteiras com a Hungria e a Ucrânia.

Áreas etnográficas:
| Cidades mais populosas da Transilvânia                                                                                    | Cidades mais populosas da Transilvânia | Cidades mais populosas da Transilvânia | Cidades mais populosas da Transilvânia |
| Subregião | Cidade                                 | Habitantes do município                | Habitantes da área metropolitana       |
| --- | -------------------------------------- | -------------------------------------- | -------------------------------------- |
| Transilvânia histórica | Cluj-Napoca                            | 324 576 \|                             | 375 251                                |
| Transilvânia histórica | Brașov                                 | 253 200 \|                             | 398 462                                |
| Transilvânia histórica | Sibiu                                  | 147 245 \|                             | 208 894                                |
| Transilvânia histórica | Târgu Mureș                            | 134 290 \|                             | 181 162                                |
| Transilvânia histórica | Alba Iulia                             | 63 536 \|                              | 109 484                                |
| Banato | Timișoara                              | 319 279 \|                             | 357 735                                |
| Banato | Reșița                                 | 73 282                                 |                                        |
| Crișana | Oradea                                 | 196 367 \|                             | 239 329                                |
| Crișana | Arad                                   | 159 074 \|                             | 205 049                                |
| Maramureș | Baia Mare                              | 123 738 \|                             | 182 368                                |
| Maramureș | Satu Mare                              | 102 411 \|                             | 150 104                                |
| Nota: as populações dos municípios são as do censo de 2011; as populações das áreas metropolitanas são referentes a 2014. |                                        |                                        |                                        |

- Transilvânia histórica
  - Mărginimea Sibiului (em húngaro: Szeben-hegyalja)
  - Planície Transilvana (em romeno: Câmpia Transilvaniei; hu: Mezőség)
  - Țara Bârsei (em alemão: Burzenland; hu: Barcaság)
  - Țara Buzaielor
  - Țara Călatei (hu: Kalotaszeg)
  - Țara Chioarului (hu: Kővár)
  - Țara Făgărașului (hu: Fogaras)
  - Țara Hațegului (hu: Hátszeg)
  - Țara Hălmagiului
  - Țara Mocanilor
  - Țara Moților (hu: Mócvidék)
  - Țara Năsăudului (de: Nösnerland; hu: Naszód vidéke)
  - Țara Silvaniei
  - Ținutul Pădurenilor
  - Ținutul Secuiesc (País Sículo; hu: Székelyföld)
- Banato
  - Țara Almăjului (hu: Almási-medence)
- Crișana
  - Țara Zarandului
- Maramureș
  - Țara Oașului (País Oaș; hu: Avasság)
  - Țara Lăpușului

### Cidades

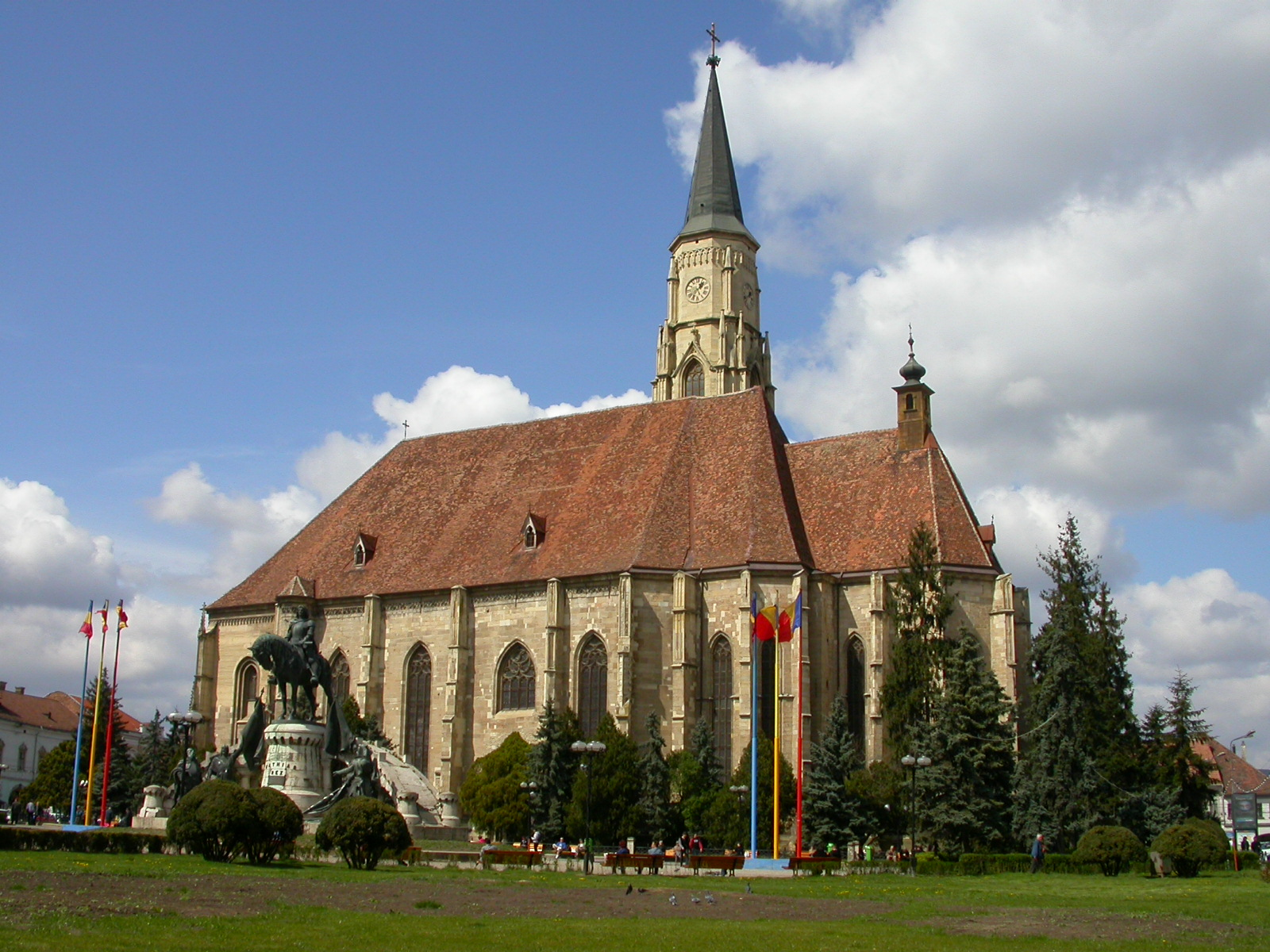
Igreja de São Miguel em Cluj-Napoca (séculos XIV–XV)

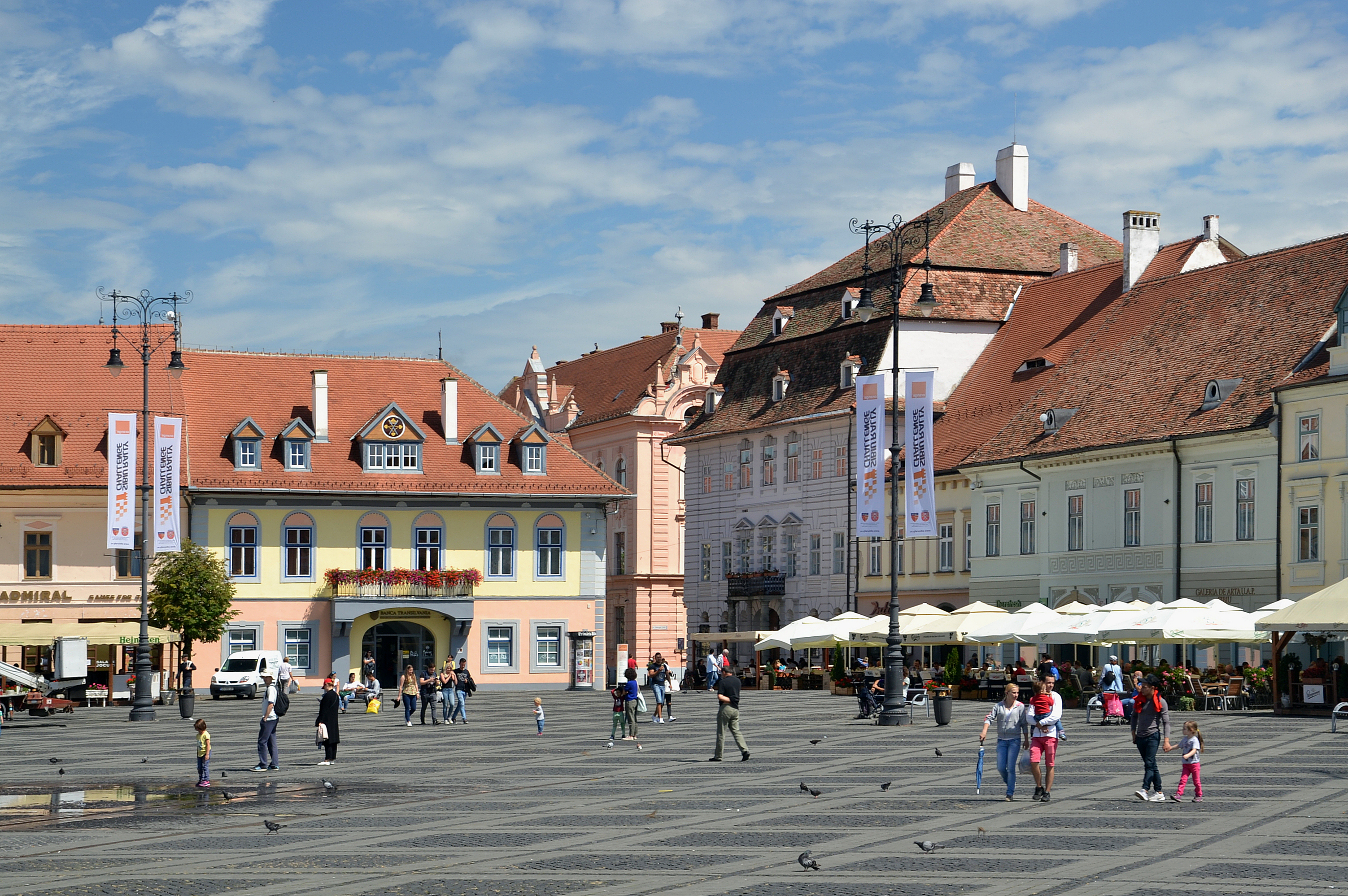
Praça Grande (Piața Mare) de Sibiu

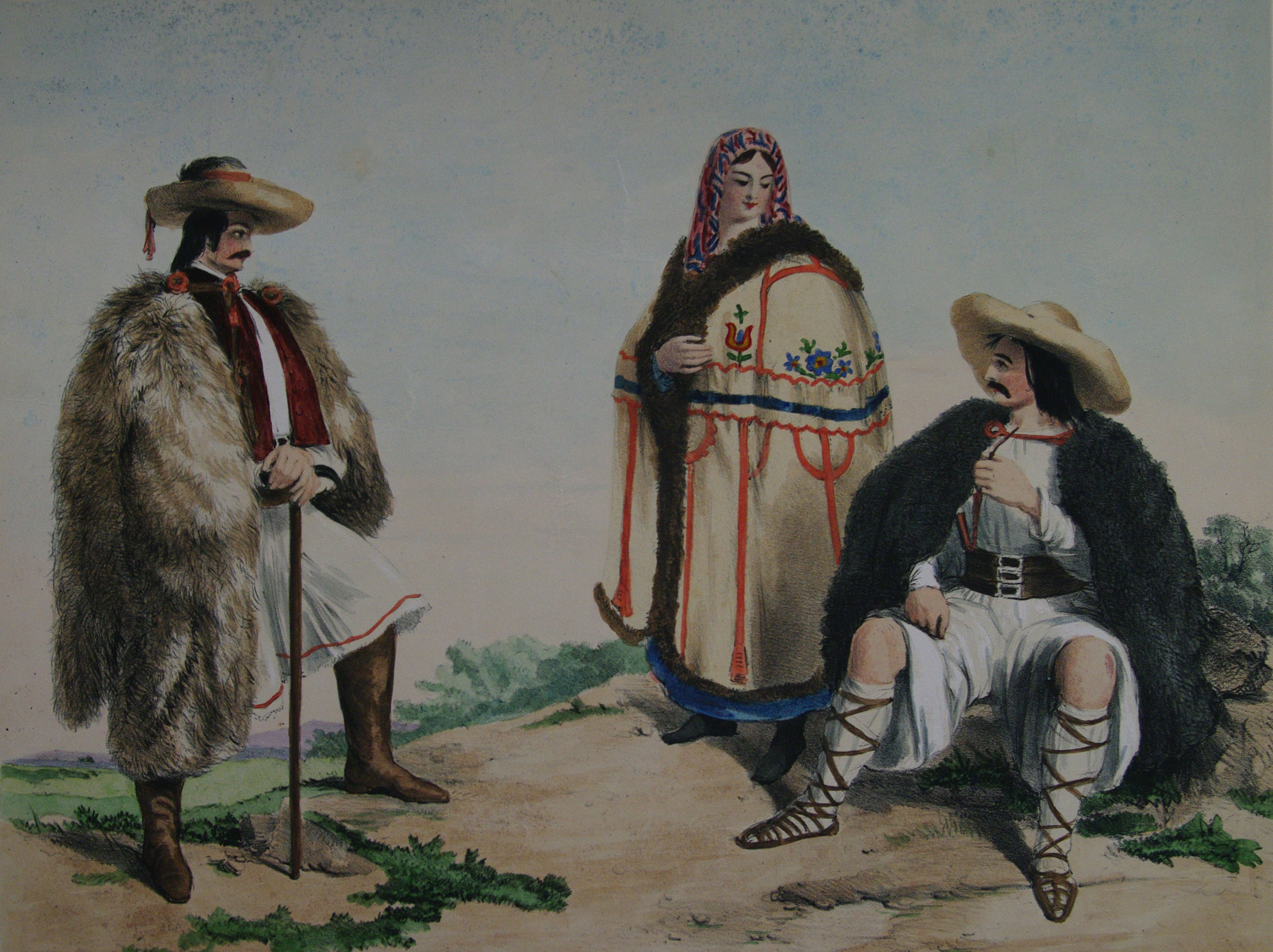
Camponeses de Hodod, no distrito de Satu Mare, no noroeste da Transilvânia, numa gravura de c. década de 1860

Cluj-Napoca, também conhecida como Cluj, é a segunda cidade da Roménia em número de habitantes, a seguir à capital Bucareste. Entre 1790 e 1848 e entre 1861 e 1867 foi a capital do Grão-Ducado da Transilvânia. Brașov é um destino turístico importante e é a maior cidade em áreas turísticas de montanha. A sua importância turística deve-se não só às atrações locais e das vizinhanças mais próximas mas também à sua localização muito central, equidistante de vários destinos turísticos muito populares, como as estâncias do mar Negro, os mosteiros do norte da Moldávia e as igrejas de madeira de Maramureș.
Sibiu é um dos centros culturais mais importantes do país e em 2007 foi a Capital Europeia da Cultura juntamente com a cidade do Luxemburgo. No passado foi o centro da cultura saxã da Transilvânia e entre 1692 e 1791 e entre 1849 e 1865 foi a capital do Principado da Transilvânia. Alba Iulia situa-se à beira do rio Mureş, no distrito de Alba; desde a Idade Média que é a sede da arquidiocese católica de Alba Iulia. Tem importância histórica porque imediatamente a seguir ao fim da Primeira Guerra Mundial foi lá que se reuniram os representantes da população romena da Transilvânia que em 1 de dezembro de 1918 proclamaram a União da Transilvânia com o Reino da Roménia.
A região tem numerosas cidades medievais, como Sighișoara, Mediaș, Sebeș e Bistrița.

### População
Desde o século XVIII que foram realizados censos oficiais com informações sobre a população da Transilvânia. Em 1 de maio de 1784, o imperador José II mandou realizar o primeiro censo oficial do Império Habsburgo do qual a Transilvânia fazia parte. Os dados foram publicados em 1787 e registavam apenas a população total (1 440 986 habitantes). Fényes Elek, um estatístico húngaro do século XIX, estimou em 1842 que a maioria da população transilvana nas décadas de 1830 e 1840 era romena (62,3%) e magiar (23,3%).
O primeiro censo oficial na Transilvânia no qual se fez uma distinção entre etnias, com base na língua materna, foi realizado em pelas autoridades austro-húngaras em 1869. No último quartel do século XIX a população magiar da Transilvânia aumentou de 24,9% em 1869 para 31,6% em 1910. No mesmo período a percentagem da população romena diminuiu de 59% para 53,8% e a percentagem da população saxã (alemã) descresceu de 11,9% para 10,7%. Segundo o censo húngaro de 1910, a região tinha 5 262 495 habitantes. As políticas de "magiarização" contribuíram muito para essa mudança.
A percentagem da maioria romena aumentou significativamente desde a declaração da união com a Roménia depois da Primeira Guerra Mundial, em 1918. A proporção de magiares na região entrou num declínio acentuado  à medida que mais habitantes das zonas rurais migraram para zonas urbanas, onde a pressão para a assimilação e "romenização" era maior. A expropriação de propriedades rurais de magnatas magiares, a distribuição de terras a camponeses romenos e a política cultural de romenização que se seguiu ao Tratado de Trianon de 1920 causaram atritos entre a Hungria e a Roménia. Outros fatores incluíram a emigração de populações não romenas, assimilação e migração interna dentro do território romeno. Estima-se que entre 1945 e 1977 630 000 pessoas migraram do chamado Velho Reino (os territórios do Reino da Roménia até 1918) para a Transilvânia e 280 000 emigraram da região para outras áreas da Roménia, principalmente para Bucareste.

#### Distribição étnica em 2011
Segundo o censo romeno de 2011, nesse ano a Transilvânia tinha 6 789 250 habitantes, distribuídas da seguinte forma: 70,62 romenos, 17,92% húngaros, 3,99% ciganos, 0,63% saxões (alemães) e 0,49% de outras etnias. 5,58% da população não declarou a sua etnicidade. A população magiar era maioritária nos distritos de Covasna (73,6%) e Harghita (84,8%). Havia também minorias húngaras mais significativas do que na generalidade da região nos distritos de Mureș (37,8%), Satu Mare (34,5%), Bihor (25,2%) e Sălaj (23,2%).

## Economia

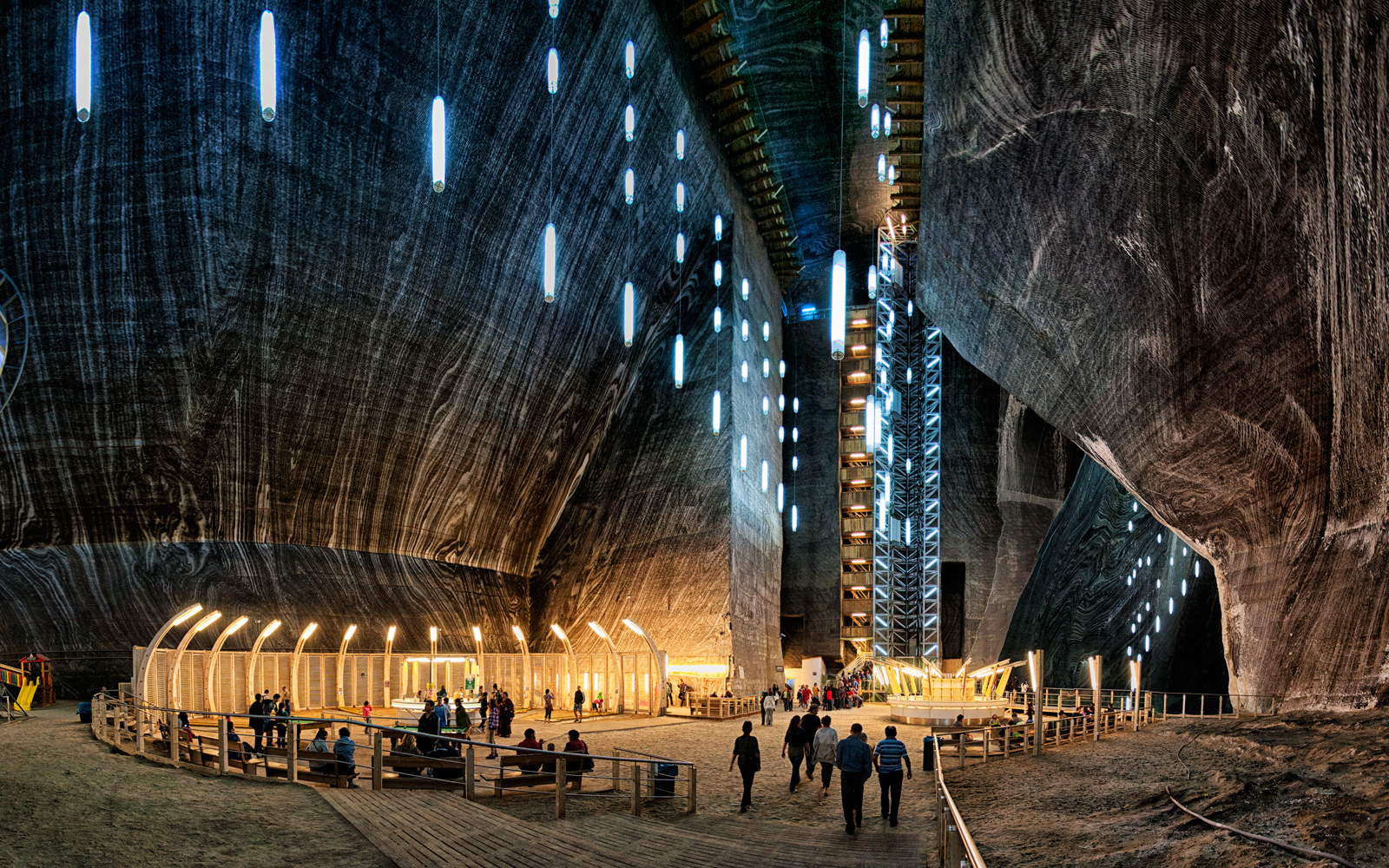
A mina de sal Rudolf, em Salina Turda, no distrito de Cluj

A Transilvânia é rica em recursos minerais, nomeadamente linhito, ferro, manganésio, ouro, cobre, gás natural, carvão, sal e enxofre. O vale de Jiu, situado na parte sul do distrito de Hunedoara, foi um importante centro mineiro de carvão na segunda metade do século XIX e no século XX, mas muitas minas foram encerradas nos anos a seguir ao colapso do regime comunista em 1989, forçando a diversificação da economia local.[carece de fontes?]
A pecuária e agricultura, nomeadamente frutícola e vitícola e produção dão emprego a uma parte importante da população. A agro-pecuária é especialmente relevante economicamente no Planalto Transilvano, onde as produções mais importantes incluem os cereais, hortícolas, vinha e criação de bovinos, ovinos, suínos e aves. Outro recurso importante é a madeira.[carece de fontes?]
Há fábricas importantes de siderurgia, química e têxteis.[carece de fontes?] As indústrias de tecnologia da informação, eletrónica e automóvel são importantes em áreas urbanas e centros universitários como Cluj-Napoca (por exemplo: Bosch e Emerson Electric), Timișoara (Alcatel-Lucent, Flextronics and Continental), Brașov, Sibiu, Oradea e Arad. Nas cidades de Cluj-Napoca e Târgu Mureș há uma forte tradição de medicina[carece de fontes?] e nelas existem alguns dos melhores hospitais do país.
Algumas das marcas industriais importantes na região incluem a Roman (fabricante de camiões e autocarros, em Brașov), Azomureș (fertilizantes, em Târgu Mureș), Terapia (produtos farmacêuticos, em Cluj-Napoca), Banca Transilvania (banco, em Cluj-Napoca), Romgaz e Transgaz (gás natural, em Mediaș). A cervejeira Ursus tem fábricas em Brașov, Cluj-Napoca e Timișoara. Nesta última, sucessora duma cervejeira fundada em 1718, é fabricada a Timișoreana, uma das marcas de cervejas mais populares da Roménia.[carece de fontes?]

## Cultura

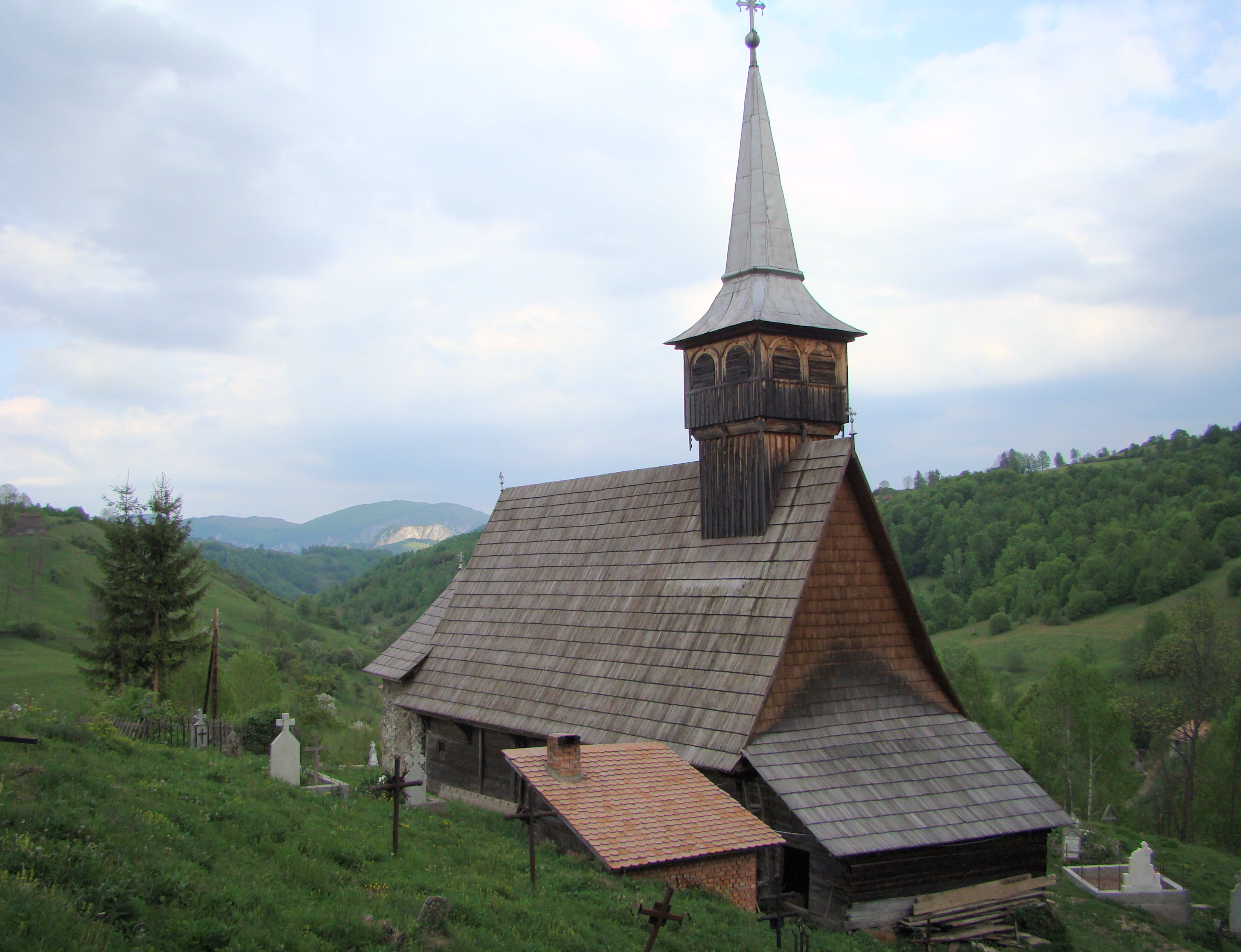
Igreja de madeira da aldeia de, na comuna de Ponor, distrito de Alba

A cultura da Transilvânia é complexa devido à sua história, que a liga simultaneamente à Europa central e do sudeste. Além da influência romena, a cultura local tem também influências significativas húngaras e alemãs.
Em termos de arquitetura, estilo gótico transilvano perdura em monumentos como a Igreja Negra de Braşov, dos séculos XIV e XV, e várias catedrais, bem como o castelo de Bran, do século XIV, no distrito de Braşov, castelo de Corvin em Hunedoara, do século XV.
Escritores notáveis como Emil Cioran, Lucian Blaga, George Coșbuc, Octavian Goga ou Liviu Rebreanu nasceram na Transilvânia. Este último escreveu o romance Ion, que apresenta ao leitor a descrição da vida dos camponeses e intelectuais da região no virar do século XX.

### Na cultura popular internacional

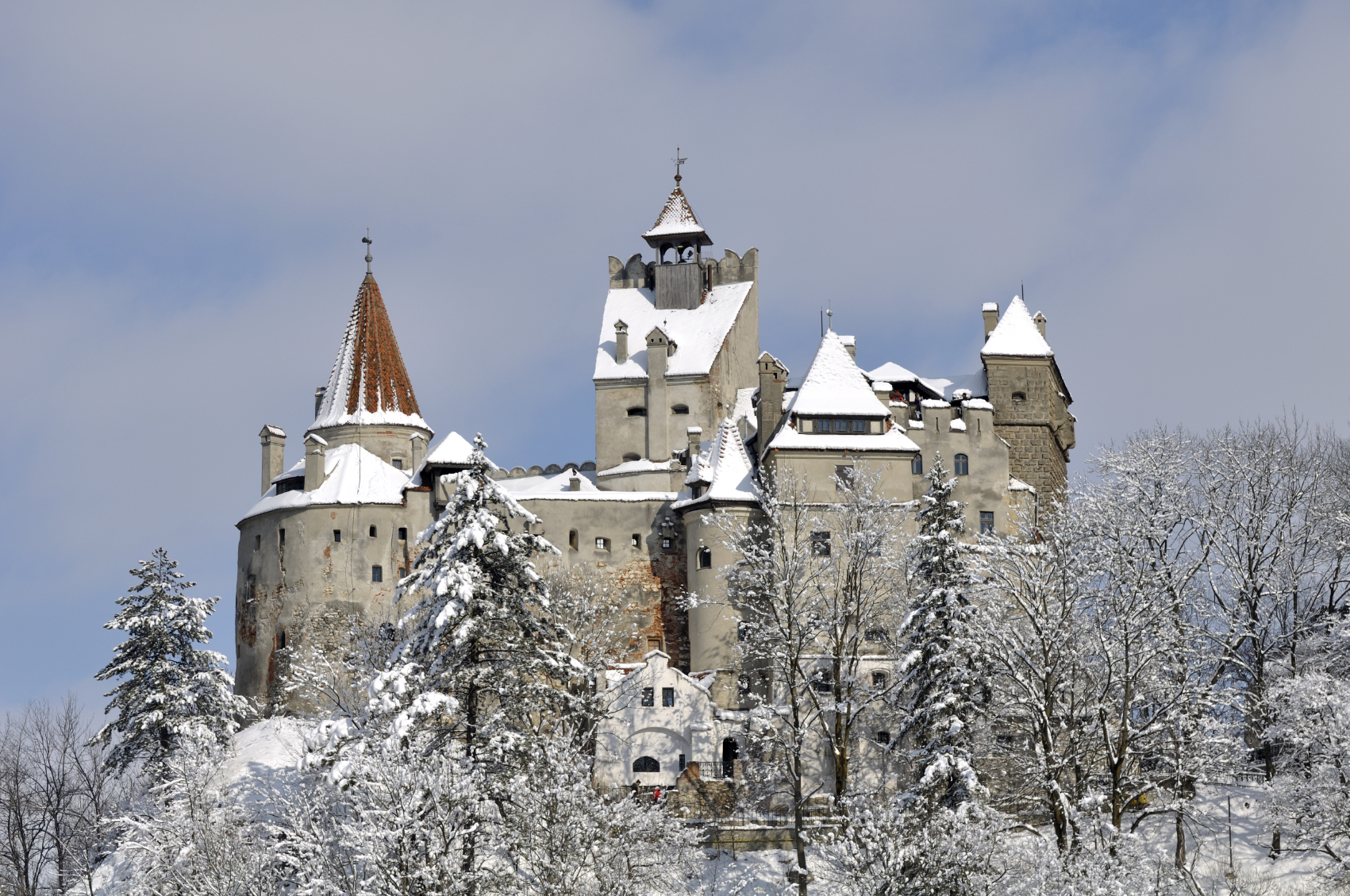
O Castelo de Bran, perto de Brașov, promovido turisticamente como o "Castelo do Drácula"

A seguir à publicação do romance de Emily Gerard “Land Beyond the Forest: Facts, Figures, and Fancies from Transylvania” em 1888, em 1897 Bram Stoker escreveu o seu romance gótico de terror “Drácula” cuja ação se desenrola em grande parte na Transilvânia e que através de cartas e relatos descreve um panorama da Europa Oriental da época. O Conde Drácula como um vampiro faz a sua primeira aparição na visão ocidental, tendo como inspiração o Princípe Vlad Tepes, que vivia na região. O seu enorme sucesso fez com que a Transilvânia passasse a ser associada a vampiros no mundo anglófono. Desde então que a região é representada na ficção como uma terra de mistério e magia. Por exemplo, no romance “A Bruxa de Portobello” de Paulo Coelho, a personagem principal, Athena, é descrita como uma órfã da Transilvânia, filha de uma cigana, o que contribui para o seu carácter místico.[carece de fontes?] A chamada “Trilogia Transilvana” (em húngaro: Erdélyi történet; 1934–1940) de romances históricos de Miklós Bánffy é um relato extensivo da história social e política da região no século XIX e início do século XX.
Um dos primeiros atores a representar o Conde Drácula no cinema foi Bela Lugosi, ele próprio um transilvano, nascido no Banato. No filme musical de comédia de terror The Rocky Horror Picture Show, de 1975, Tim Curry representa um personagem que diz ser da "Transilvânia Transexual". A maior parte da ação dos filmes da franquia de animação Hotel Transylvania tem lugar na Transilvânia e regiões vizinhas. Os filmes colocam o Drácula num cenário cómico.
Em algumas versões do conto do Flautista de Hamelin, o tocador leva as crianças da aldeia de Hamelin, na Baixa Saxónia, para a Transilvânia. Segundo alguns estudiosos, a história poderá ser uma tentativa de explicar a migração dos antepassados dos saxões transilvanos da Alemanha para a Transilvânia.

## Religião
| Denominação                   | 1930         | 1930   | 2011         | 2011   |
| Denominação                   | Fiéis        | Perc.t | Fiéis        | Perc.t |
| ----------------------------- | ------------ | ------ | ------------ | ------ |
| Ortodoxos orientais           | 1 933 534 \| | 34,85% | 4 463 058 \| | 61,80% |
| Católicos romanos e orientais | 2 330 439 \| | 42,01% | 775 810 \|   | 10,74% |
| Protestantes não evangélicos  | 1 038 464 \| | 18,72% | 675 107 \|   | 9,34%  |
| Protestantes evangélicos      | 37 061 \|    | 0,66%  | 339 472 \|   | 4,70%  |

A religião na Transilvânia tem uma história praticamente única, diferente de outras regiões de da Europa. Desde a Reforma Protestante que várias denominações cristãs coexistem, nomeadamente a ortodoxa romena, católica romana, católica oriental, calvinista, luterana e unitária. Estão também presentes outros credos, como o judaísmo e islão. Sob os Habsburgos, a Transilvânia serviu como local para onde eram enviados os "indesejados religiosamente". Dessa forma, muitas pessoas que não eram católicas foram forçadas a irem viver para a região, além de muitos refugiados religiosos. A Transilvânia tem uma longa história de tolerância e pluralismo religioso.

## Atrações turísticas

### Locais e monumentos

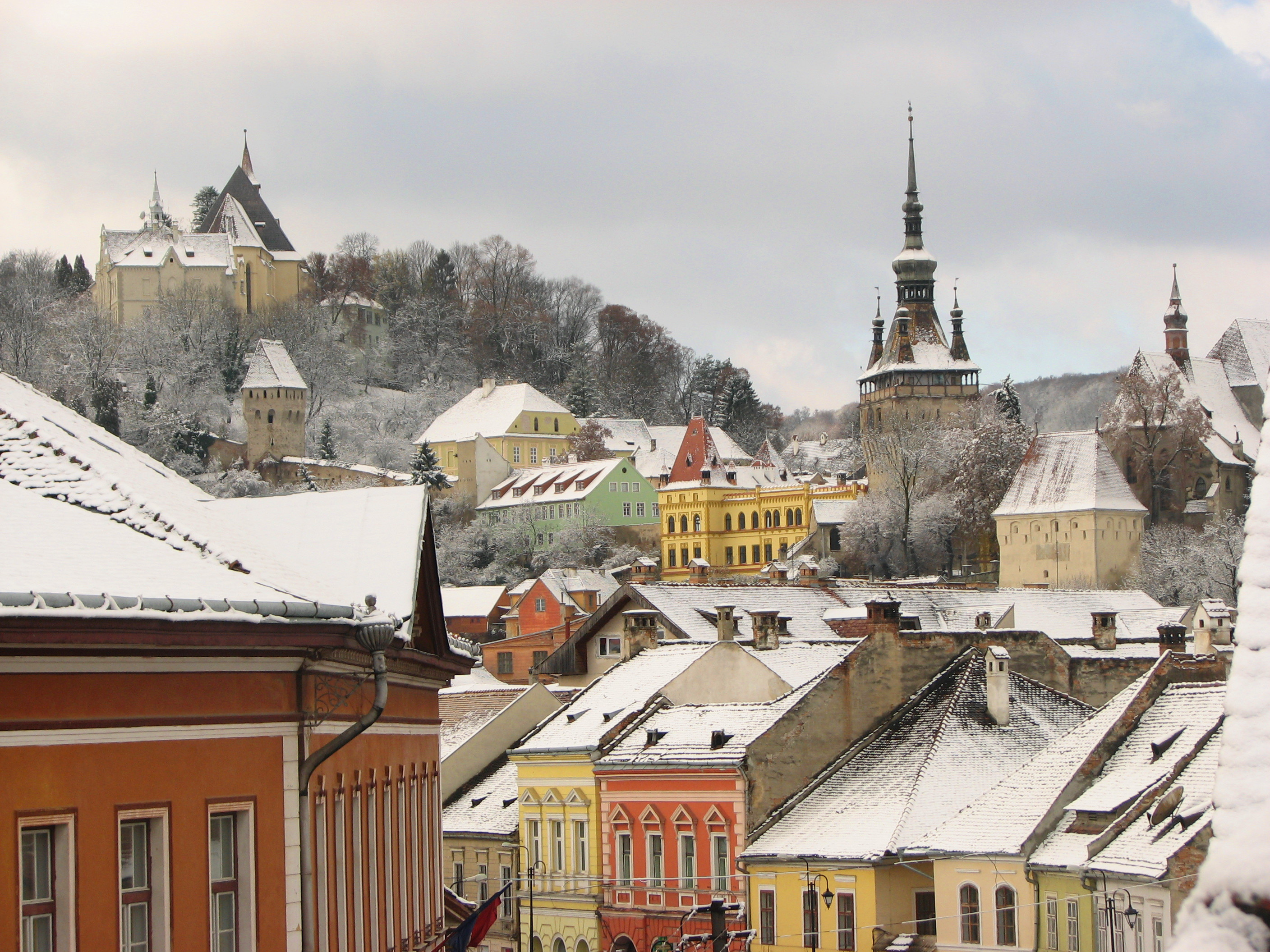
Sighișoara, no distrito de Mureș, centro da Transilvânia

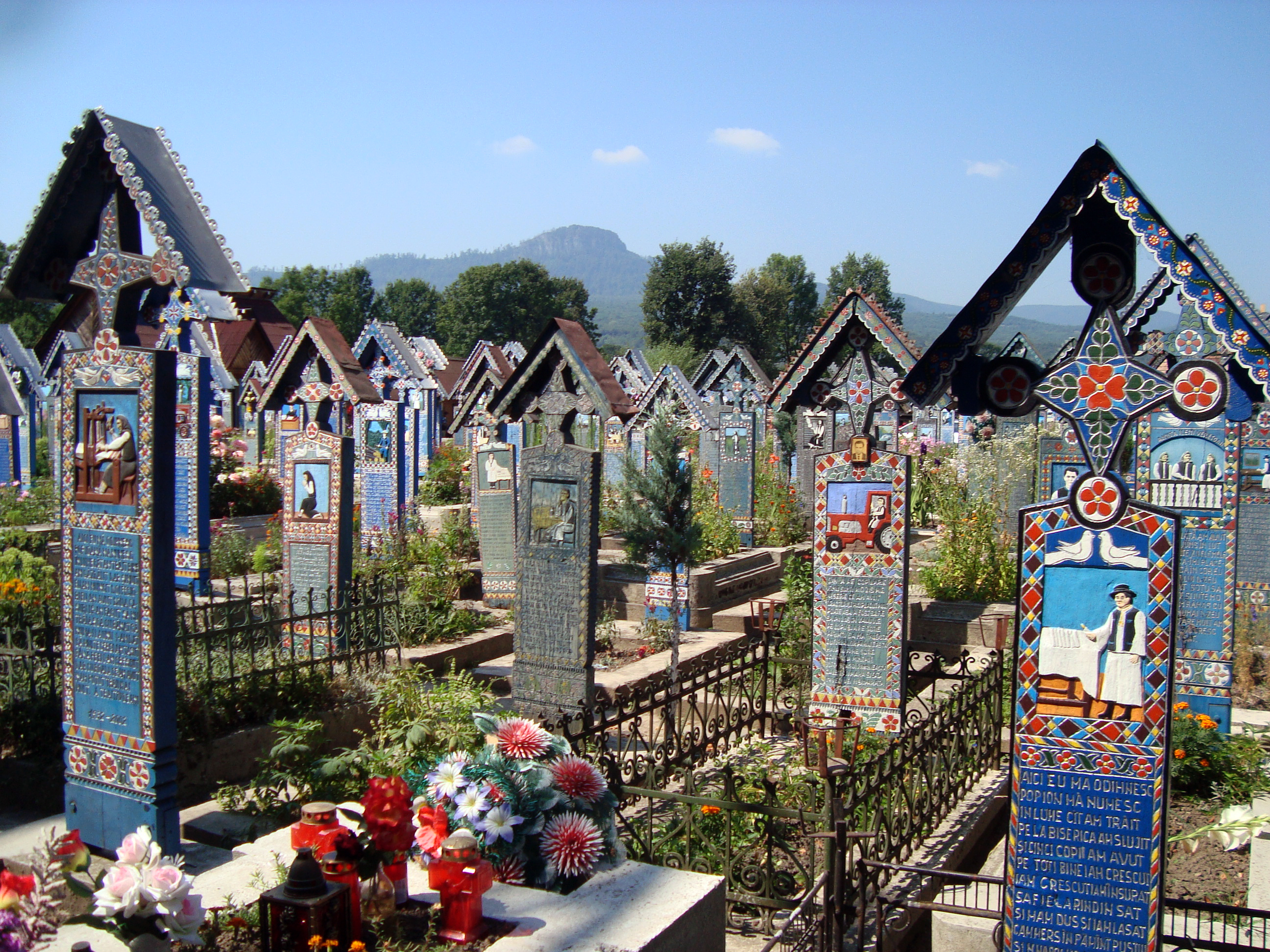
Cemitério Feliz em Săpânța, distrito de Maramureș, na parte mais setentrional da Transilvânia

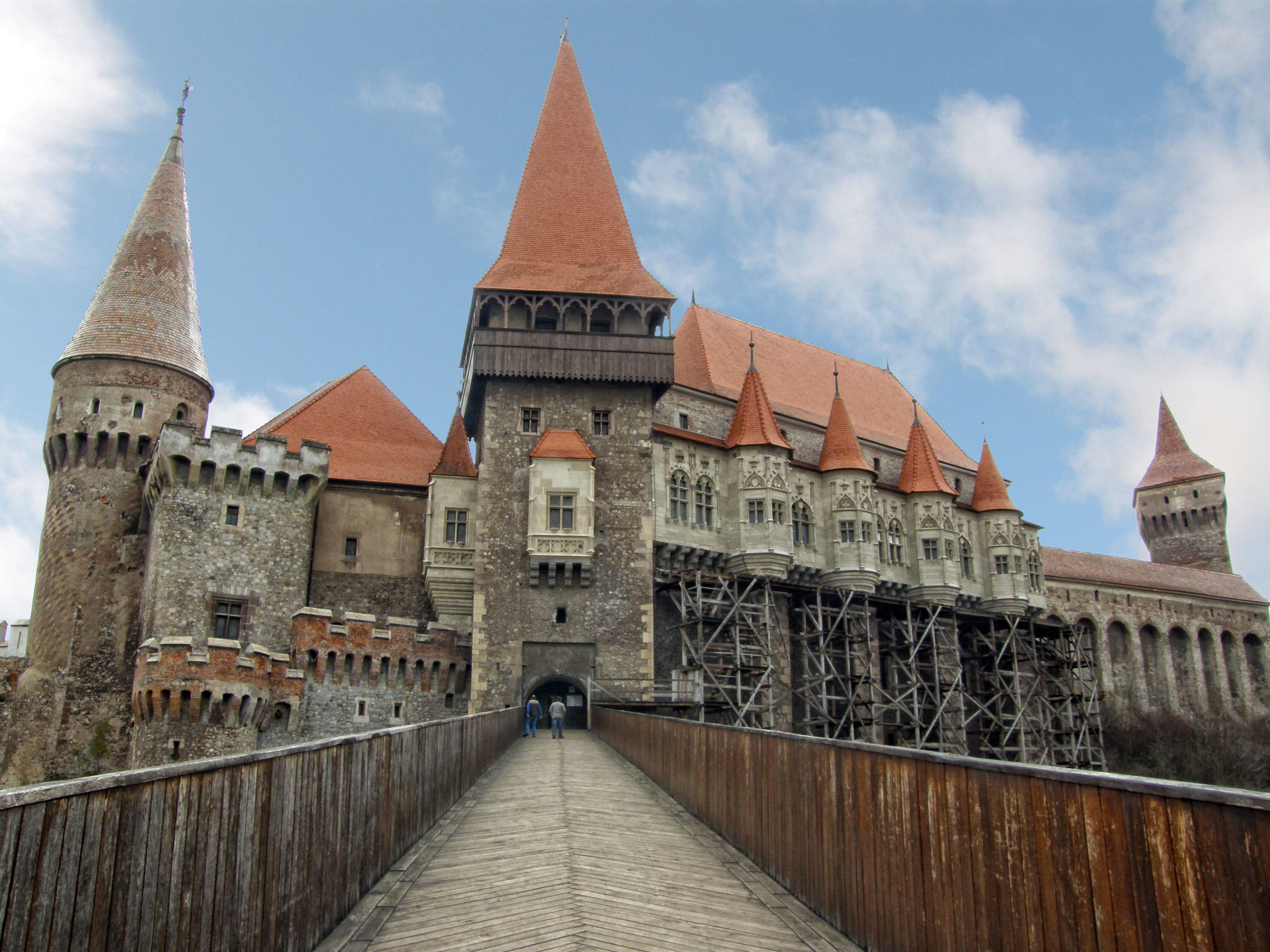
Castelo de Corvin (ou de Hunyadi), em Hunedoara

Algumas das atrações turísticas mais populares da Transilvânia:
- Castelo de Bran, também conhecido como Castelo de Drácula
- Cidades medievais de Alba Iulia, Cluj-Napoca (Capital Europeia da Juventude em 2015), Sibiu, Capital Europeia da Cultura em 2007, Târgu Mureș e Sighișoara (Património Mundial da Humanidade e alegadamente o local de nascimento de Vlad Drácula).
- Cidade de Brașov e a vizinha estância de esqui de Poiana Brașov.
- Cidade de Hunedoara e o seu castelo de Corvin (ou de Hunyadi).
- Cidadela de Oradea e seu o centro urbano art nouveau.
- Igreja de São Nicolau de Densuș, a igreja mais antiga da Roménia que ainda tem uso religioso regular.[73]
- Fortalezas dácias dos montes de Orăștie (Património Mundial), que incluem as ruínas de Sarmizegetusa Regia, a capital do Reino da Dácia.
- Os fortes romanos de Ulpia Traiana Sarmizegetusa, Porolisso, Apulum, Potaissa e Drobeta.
- Lago Vermelho [en] (Lacul Roșu)
- Garganta de Turda
- Cidadela de Râșnov
- Região de Maramureș
  - Cemitério Alegre em Săpânța, único no mundo do seu género.
  - Igrejas de madeira (Património Mundial)
  - Cidades de  Baia Mare e Sighetu Marmației
  - Aldeias dos vales de Iza, Mara e Viseu.
- Igrejas fortificadas saxãs (Património Mundial)
- Complexo museológico ASTRA, um museu etnográfico em Sibiu.
- Tradições e cultura popular magiares.
- A cultura de cafés, teatro de rua, cosmopolitismo e multiculturalismo de Sibiu, Cluj-Napoca e Timișoara.
- Montes Apuseni:
  - Região etnográfica de Țara Moților
  - Caverna do Urso (Peștera Urșilor).[74]
  - Caverna de Scărișoara, no distrito de Alba, terceira maior gruta glaciar do mundo.[74]
- Montes Rodna
- Salina Turda [en], uma gigantesca mina de sal.

### Festivais e outros eventos

#### Cinema
- Festival internacional de cinema da Transilvânia, o maior festival de cinema da Roménia, realizado anualmente em Cluj-Napoca desde 2002.
- Noites do cinema gay, realizado anualmente em Cluj-Napoca
- Comedy Cluj, outro festival de Cluj.
- Festival de cinema humorístico de Timișoara.[75][76]

#### Música
| - Festival do Veado Dourado, Brașov - Festival de Jazz de Gărâna - Festival Peninsula/Félsziget, em Cluj - Festival Untold, o maior festival de música eletrónica da Roménia, em Cluj |  | - Toamna Muzicală Clujeană, festival de música clássica, em Cluj - Festival Artmania, de rock - Electric Castle, realizado no castelo barroco de Bánffy, em Bonțida. |

#### Outros
- Festival medieval de Sighișoara
- Festival medieval transilvano de Sibiu
- Festival internacional de teatro de Sibiu

### Leitura complementar
- Bereznay, András (2011), Erdély történetének atlasza [Atlas Histórico da Transilvânia], ISBN 9788089286454 (em húngaro), Méry Ratio
- Boner, Charles (1865), Transylvania; its products and its people (em inglês), Londres, consultado em 23 de março de 2018
- Fermor, Patrick Leigh (1986), Between the Woods and the Water: On Foot from Constantinople the Middle Danube to the Iron Gates, ISBN 9781590171660 (em inglês), New York Review of Books Classics. Patrick Fermor viajou na Transilvânia no verão de 1934 e escreveu acerca dessa viagem mais de 50 anos depois, em 1986.
- Gündisch, Konrad. «Transylvania and the Transylvanian Saxons» (em inglês). Online-Forum für Siebenbürgen. sibiweb.de
- Lovatt, Catherine (27 de setembro de 1999), «Tolerant Transylvania. Why Transylvania will not become another Kosovo», Central Europe Review, ISSN 1212-8732 (em inglês), 1 (14), consultado em 23 de março de 2018